# ニッカリ

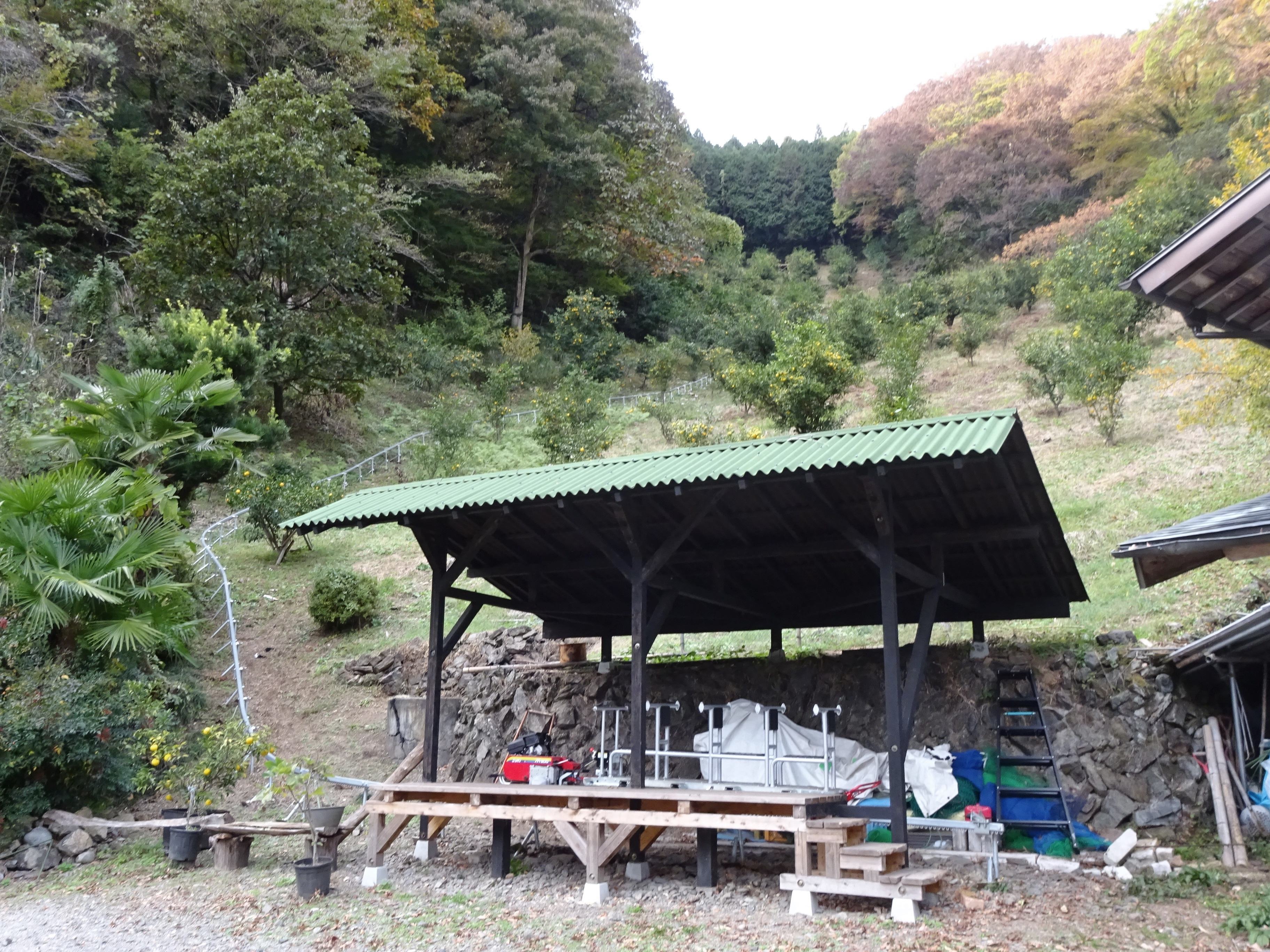
ゆず畑観光用に導入された同社製モノラック

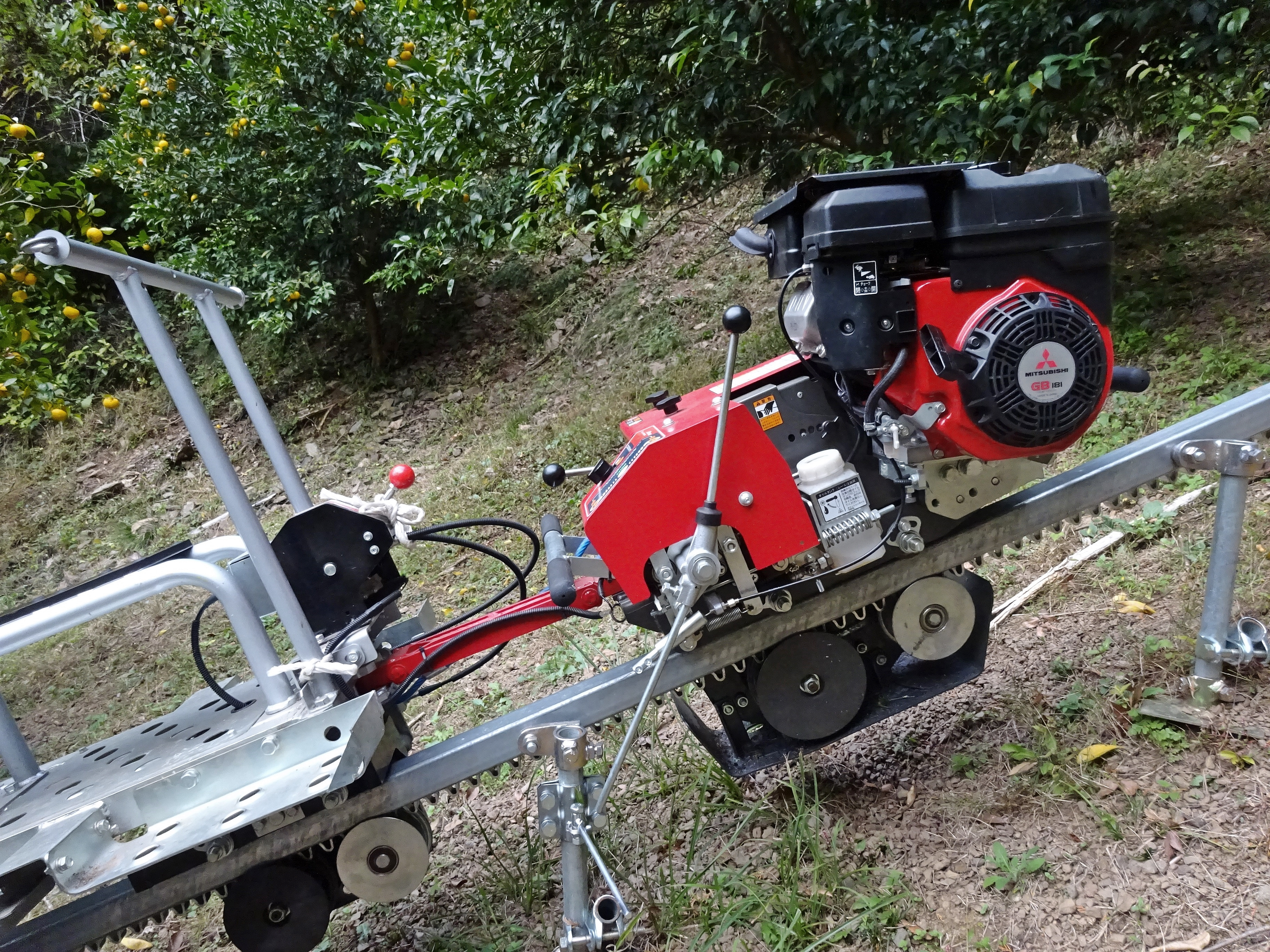
同社製モノラックの牽引車

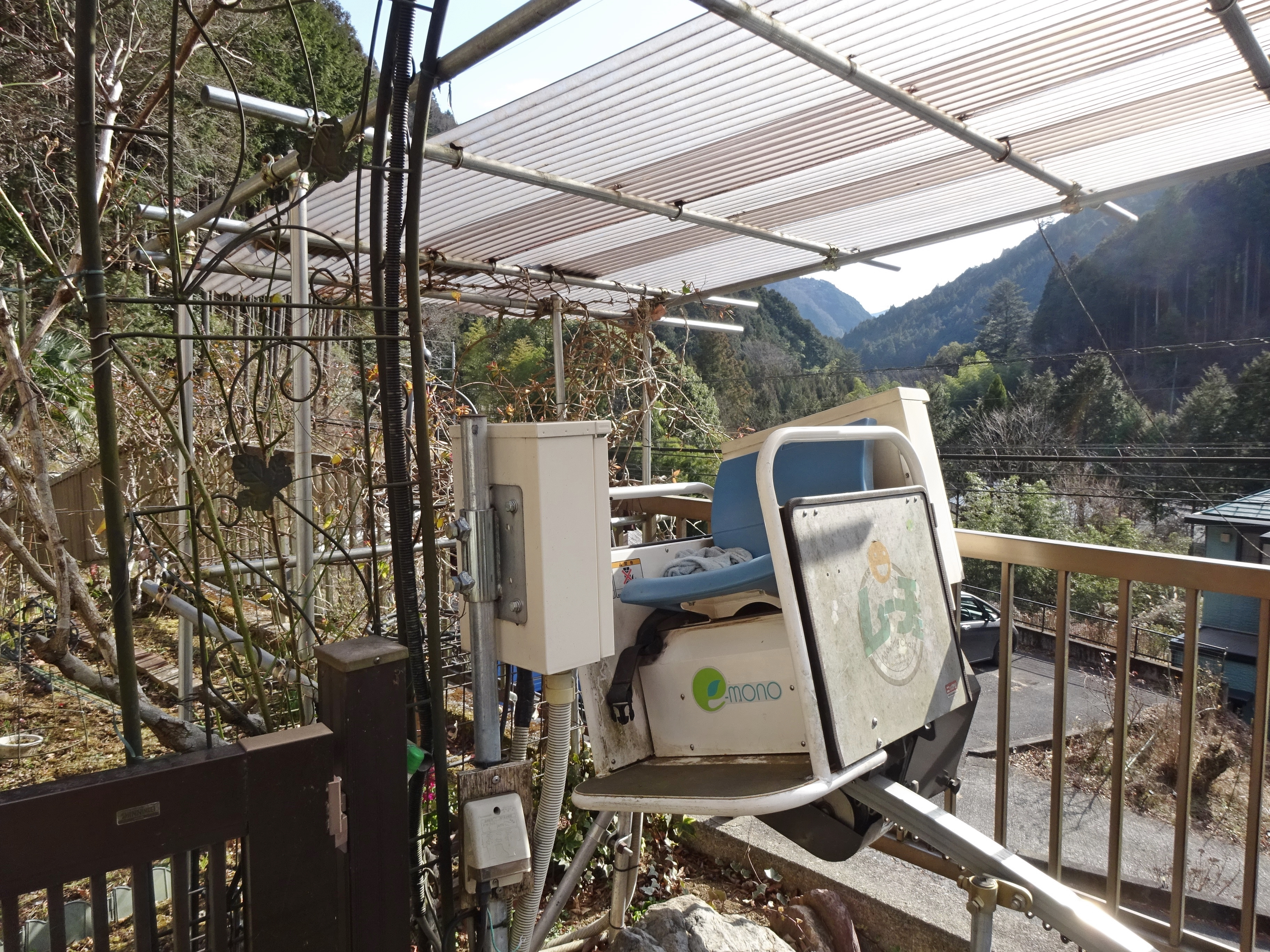
同社製ムービングチェア「ムーチェ」

株式会社ニッカリ（英: NIKKARI Co.,Ltd.）は、岡山県岡山市東区に本社を置く園芸機器、軌条運搬機の製造販売を行う会社である。

## 沿革
株式会社ニッカリホームページによる。
- 1959年（昭和34年） - 7月3日、日本刈取機工業株式会社として設立
  - 現在の刈払機の原型「携帯用万能草刈機」を開発
- 1962年（昭和37年） - 東日本営業所を開設
- 1965年（昭和40年） - 九州営業所を開設
- 1966年（昭和41年） - 農業用急傾斜地単軌条運搬機（モノラック）を開発
- 1973年（昭和48年） - 株式会社ニツカリへ商号変更
- 1984年（昭和59年） - 西大寺工場を開設
- 2000年（平成12年） - ISO9001-1994の認証を取得
- 2003年（平成15年） - ISO9001-2000の移行認証を取得
- 2009年（平成21年） - ISO9001-2008の移行認証を取得
- 2001年（平成13年） - ニッカリ独資の子会社寧波利豪機械有限公司を設立(中国浙江省寧波市)
- 2012年（平成24年） - 東日本機材センターを開設
- 2016年（平成28年） - 本社移転 (岡山市東区西大寺)、旧本社を東岡山事業所とする
- 2016年（平成28年） - 東日本機材センターを東北営業所と名称変更

## 営業・生産拠点
- 岡山市中区乙多見 - 東岡山事業所
- 岡山市東区西大寺 - 西日本営業所
- さいたま市北区 - 東日本営業所
- 岩手県滝沢市 - 東北営業所
- 福岡県久留米市 - 九州営業所

## スポンサー
- 2010年より、Jリーグ・ファジアーノ岡山の夢パススポンサーを務めている[1]。